# Лаптева (Ирбитское муниципальное образование)
Лаптева — деревня Ирбитского муниципального образования Свердловской области. 

## Географическое положение
Деревня Лаптева «Ирбитского муниципального образования» находится в 45 километрах (по автотрассе — в 61 километре) к югу-юго-западу от города Ирбит, на правом берегу реки  Чернушка, правого притока Ирбита, между реками Ольховка и Долгая. В деревне расположен пруд.

## Население
| 2002 | 2010 | 2021 |
| ---- | ---- | ---- |
| 263  | ↘242 | ↘180 |